# Roberto Anfossi
Roberto Anfossi (Sanremo, 3 novembre 1950) è un pittore, scultore e ceramista italiano.
Nato da madre piemontese, di Ceva e padre taggiasco, trascorre l'infanzia a Taggia, per trasferirsi poi a Sanremo a metà degli anni sessanta, dove vive con la famiglia ed esercita tuttora la sua attività artistica. È diplomato al liceo artistico savonese, e successivamente all'Accademia ligustica di belle arti di Genova. È poi stato docente di Pittura,Tecniche Artistiche e Anatomia all Accademia.
Noto per le atmosfere a volte cupe ed inquietanti delle sue opere, e per i riferimenti simbolici in esse contenute, mescola continuamente Eros e Thanatos in una visione drammatica ed onirica della realtà.
I suoi lavori sono spesso popolati di riferimenti religiosi, suore, sacerdoti, ex voto, bimbi e partorienti così come letti d'ospedale e metafore della malattia.
Afferma di essersi formato artisticamente ispirandosi a El Greco, Rembrandt, Chaïm Soutine, ed altri ancora. Le sue opere possono ricordare a volte nei soggetti i quadri di Vuillard e nei cromatismi le opere degli Impressionisti. Particolari sono le sue "Cassette"dove le tecniche scultoree si mischiano con utilizzo di materiali eterogenei che vanno dalla terracotta a pezzi, residui brandelli di materiali vari, il tutto assemblato figurativamente in storie a volte senza senso e/o dense di significati .Gli autoritratti sono un soggetto ricorrente nella sua pittura e se ne contano addirittura a centinaia.

## Mostre e riconoscimenti
Accademia ligustica di belle arti di Genova, prima personale nel 1971, seguita nello stesso anno dalla seconda Biennale di Bologna. 
Nel 1972 1º premio per la Grafica nella seconda Rassegna internazionale di Pittura e Scultura "Gran premio città di Pompei" e Rassegna nazionale di San Benedetto del Tronto.
Nel 1981 vince la borsa Premio Duchessa di Galliera con acquisizione dell'opera da parte della Galleria d'Arte Moderna di Genova.
Le sue opere sono state esposte in Italia a Genova, Pisa, Palermo, Milano, Albisola, Sanremo e all'estero, in USA e in Spagna.
Sue creazioni figurano in importanti collezioni private italiane ed estere ed in raccolte pubbliche nazionali.
Una acquasantiera è esposta nel Museo Diocesano di Santiago di Compostela.
L'annuale produzione del piatto di primavera del 2003, attualmente realizzato dall'Istituto d'arte di Imperia, per la festa di primavera della Riviera dei Fiori è stata firmata da Anfossi.